# Nikolay Fyodorovich Vatutin
Nikolay Fyodorovich Vatutin (tiếng Nga: Николай Федорович Ватутин; sinh ngày 16 tháng 12 năm 1901, mất ngày 14 tháng 4 năm 1944) là một chỉ huy Hồng quân nổi tiếng trong Chiến tranh thế giới thứ hai. Trong Chiến tranh Xô-Đức, ông được giới quân nhân Xô Viết gán cho biệt danh "Đại kiện tướng tấn công", (Гроссмейстер от наступления).

## Tiểu sử và sự nghiệp trước chiến tranh
Nikolay Vatutin sinh năm 1901 trong một gia đình nông dân ở Voronezh thuộc Đế quốc Nga. Năm 1920 ông được gọi nhập ngũ và chiến đấu trong lực lượng Hồng quân chống lại các du kích nông dân nổi dậy Ukraina của Nestor Makhno. Năm 1921 ông trở thành Đảng viên Đảng Bolshevik. Năm 1926 ông bắt đầu vào học tại Học viện Quân sự Frunze và sau đó là Học viện Bộ Tổng tham mưu Xô viết. Năm 1938, sau khi Hồng quân trở nên thiếu hụt trầm trọng chỉ huy do cuộc Đại thanh trừng, Vatutin được cử giữ chức Tham mưu trưởng Quân khu đặc biệt Kiev.
Năm 1939, Vatutin trở thành Tham mưu trưởng Cụm quân Nam của Hồng quân. Năm 1940, sau những trận chiến ở Bessarabia, ông được thăng hàm trung tướng và được giao vị trí quan trọng Cục trưởng Cục tác chiến của Bộ Tổng tham mưu. Tuy là vị chỉ huy có tài và sáng tạo, nhưng Vatutin vẫn còn trẻ và chưa hề có kinh nghiệm chiến đấu hay chỉ huy ở quy mô lớn như vậy. Vì lý do này, Vatutin cùng với các tướng lĩnh khác phải chịu trách nhiệm trong việc Hồng quân thiếu sự chuẩn bị trước Chiến dịch Barbarossa của quân đội Đức Quốc xã ngày 22 tháng 6 năm 1941.

## Chiến tranh thế giới thứ hai

### Những kinh nghiệm đầu tiên
Ngày 30 tháng 6 năm 1941, Vatutin rời Bộ Tổng tham mưu để đảm nhận vị trí Tham mưu trưởng Phương diện quân Tây Bắc và lập tức thể hiện năng lực của mình. Ông luôn tỏ ra là một vị chỉ huy lạc quan, tôn trọng cấp dưới, khiêm tốn và đặc biệt dũng cảm. Phương diện quân của Vatutin có nhiệm vụ bảo vệ Leningrad khỏi cuộc tấn công của Cụm tập đoàn quân Bắc Đức Quốc xã mà mũi xung kích là các lực lượng thiết giáp của tướng Erich von Manstein. Vatutin là người chỉ huy lực lượng Xô viết ở gần Novgorod và có nhiệm vụ tập trung lực lượng tổ chức phản kích để bao vây quân Đức, ông đã làm Manstein bất ngờ, buộc vị tướng Đức này phải quay về thế phòng ngự và buộc Cụm tập đoàn quân Bắc phải tổ chức lại lực lượng để dập tắt cuộc tấn công của Hồng quân. Bằng cách đó, chiến dịch của Vatutin đã làm người Đức bỏ lỡ mùa hè quý giá cho một cuộc tấn công hiệu quả vào Leningrad và giúp Hồng quân có thêm thời gian để củng cố việc phòng ngự thành phố. Quân đội Đức sau này đã không bao giờ có thể chiếm được Leningrad, một trong những thất bại mang tính chiến lược của họ trong Chiến tranh thế giới thứ hai. Thực ra thì chiến dịch của Vatutin ban đầu không đạt được kết quả mong muốn vì ông đã đánh giá quá cao khả năng lực lượng Hồng quân của mình, trong khi mục tiêu đề ra quá lớn và sự phối hợp giữa các lực lượng Xô viết rất yếu. Thêm vào đó, Vatutin cũng không tính đến việc quân Đức có thể lợi dụng địa hình để tổ chức phòng ngự và làm chậm nhịp tấn công của Hồng quân, điều này đã làm lực lượng của Vatutin bị thiệt hại lớn, tới gần 60% lực lượng. Rất may mắn cho cuộc tấn công của người Liên Xô là Sư đoàn xe tăng số 28 của Đại tá Ivan Chernyakhovsky đã chiến đấu đặc biệt xuất sắc dẫn đến thắng lợi cuối cùng của chiến dịch.
Tháng 1 năm 1942, trong cuộc tấn công mùa Đông của Hồng quân sau chiến thắng của Trận Moskva, Vatutin đã bao vây được hai quân đoàn Đức Quốc xã tại Demyansk, đây là cuộc bao vây lớn đầu tiên do Hồng quân thực hiện thành công.

### Voronezh và Stalingrad
Từ tháng 5 đến tháng 7 năm 1942, Vatutin là Phó Tổng tham mưu trưởng Hồng quân cho đến khi Cụm tập đoàn quân Nam Đức Quốc xã mở Chiến dịch Blau. Cuộc tấn công mở màn chiến dịch của người Đức là nhằm vào Voronezh với ý đồ chọc thủng chiến tuyến của các lực lượng Xô viết để tiếp đó tấn công vào sau lưng Phương diện quân Nam và Phương diện quân Tây Nam Hồng quân, tiến đến bao vây hai phương diện quân này. Vì tình hình cấp bách, ngày 1 tháng 7, Vatutin được cử làm đại diện Tổng hành dinh (Stavka) tại mặt trận này, sau đó là Tư lệnh Phương diện quân Voronezh.
Trong Trận Voronezh, Vatutin một lần nữa hợp tác cùng Chernyakhovsky, lúc này là Tư lệnh Quân đoàn xe tăng 18 của Tập đoàn quân 60. Khi những đoàn xe tăng của Chernyakhovsky còn đang được trở đến bằng tàu hỏa thì người Đức đã mở cuộc tấn công lớn vào trận địa của Hồng quân. Chernyakhovsky đã ngay lập tức điều một lữ đoàn của mình ra thẳng mặt trận mà không chờ tập hợp đầy đủ toàn bộ số xe tăng còn lại, lữ đoàn xe tăng của Chernyakhovsky đã thành công trong việc đẩy lui một lực lượng quân Đức vượt trội về quân số. Sau sự kiện này, Vatutin đề nghị Stalin giao chức Tư lệnh Tập đoàn quân 60 cho Chernyakhovsky, ban đầu Stalin không đồng ý với ý kiến này nhưng cuối cùng đã bị Vatutin thuyết phục và Chernyakhovsky nhanh chóng trở thành một trong những chỉ huy chủ chốt của Hồng quân trong chiến tranh.
Ngày 22 tháng 10 năm 1942, Vatutin được cử giữ chức Tư lệnh Phương diện quân Tây Nam tham gia cuộc phản công và bao vây Tập đoàn quân 6 Đức Quốc xã trong Trận Stalingrad. Để bảo đảm mặt trận của Hồng quân xung quanh Stalingrad, tháng 12 năm 1942, phương diện quân của Vatutin đã bao vây và tiêu diệt hai phần ba trong số 130.000 quân tinh nhuệ của Tập đoàn quân số 7 Ý, một trong những nguyên nhân dẫn đến thất bại cuối cùng của Tập đoàn quân 6 Đức Quốc xã.

#### Kharkov và Kursk
Tháng 1 năm 1943, Vatutin chỉ huy lực lượng Hồng quân truy kích quân Đức về phía Đông Ukraina. Cuộc tấn công của Vatutin đã giúp Phương diện quân Voronezh lúc này do Đại tướng Filipp Golikov chỉ huy chiếm lại Kharkov. nhưng đội quân mỏi mệt của Vatutin đã bị trải rộng trên một địa bàn lớn dẫn đến việc Manstein kịp tập trung lực lượng và đánh bại Hồng quân do Vatutin chỉ huy ở phía Nam Kharkov vào tháng 2 và sau đó bao vây quân của Golikov và chiếm lại thành phố Kharkov. Golikov bị cách chức nhưng Vatutin vẫn được khen thưởng vì chiến đấu dũng cảm và được thăng hàm Đại tướng Hồng quân.
Ngày 28 tháng 3, Vatutin thay Golikov giữ chức Tư lệnh Phương diện quân Voronezh chuẩn bị cho Trận Kursk. Trong trận đánh lớn này, Vatutin đã sử dụng phương pháp tác chiến sáng tạo thay vì cách dàn quân theo quy ước thông thường, dẫn đến chiến thắng của Hồng quân tại Kursk. Sau chiến thắng, Vatutin nhận thấy Thống chế Manstein cho rằng Hồng quân không còn đủ sức để tấn công, vì vậy ông đã tổ chức một chiến dịch tấn công bất ngờ vào lực lượng Đức Quốc xã, dẫn đến việc giải phóng thành phố Belgorod.

### Những chiến thắng ở Ukraina

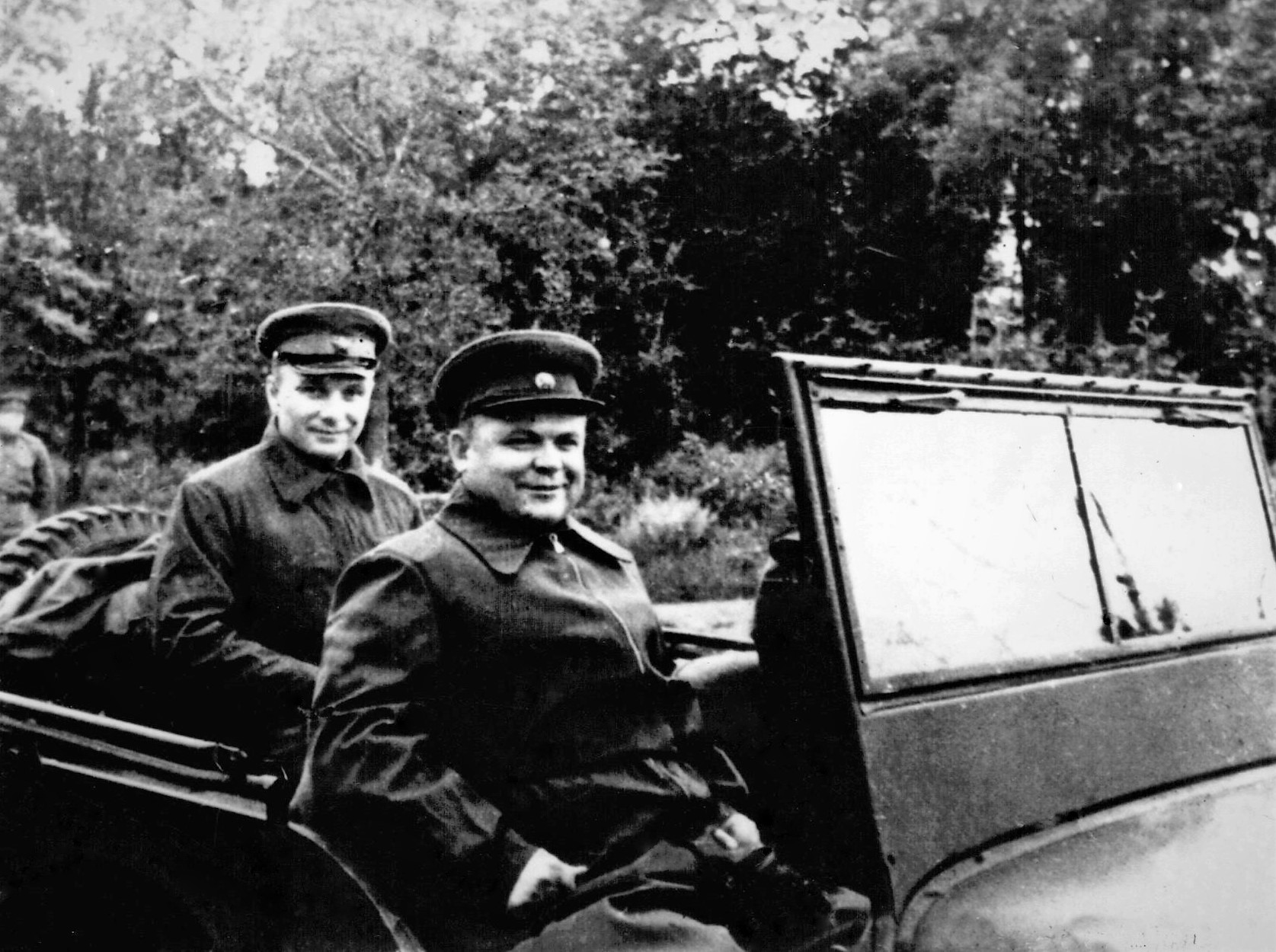
Tư lệnh Phương diện quân Ukraina 1 N. F. Vatutin trong thời gian chỉ huy chiến dịch Korsun - Shevchenko, năm 1944

Ngày 20 tháng 10 năm 1943, Phương diện quân Voronezh được đổi tên thành Phương diện quân Ukraina 1. Sau khi bí mật tập hợp lực lượng và tung hỏa mù bằng một bản kế hoạch giả, Vatutin một lần nữa lại làm Manstein bất ngờ khi tấn công quân Đức từ một hướng mà họ không ngờ tới. Ngày 6 tháng 11, lực lượng của Vatutin giải phóng Kiev và tiếp tục đẩy quân Đức về phía Tây. Ngày 19 tháng 12, quân đội Đức Quốc xã do Thống chế Manstein chỉ huy tổ chức bao vây và tiêu diệt lực lượng mà ông này nghĩ là 4 quân đoàn Hồng quân đang đóng trên tuyến đường sắt Korosten-Kiev. Thực ra thì đây chỉ là lực lượng giả do Vatutin lập ra, quân chủ lực của Phương diện quân Ukraina 1 đã tập trung tấn công vào hướng khác, quân Đức thất bại và nhanh chóng bị đẩy xa hơn về phía Tây.
Cuối tháng 12, đầu tháng 1 năm 1943, sau khi đánh lui cuộc phản công của hai Tập đoàn quân xe tăng Đức, làm thất bại mưu đồ tái chiếm Kiev của Hitler, N.F.Vatutin chỉ huy Phương diện quân Ukraina 1 mở Chiến dịch tấn công Zhitomir–Berdichev và Chiến dịch tấn công Rovno–Lutsk tạo ra một bàn đạp tấn công rộng lớn rất quan trọng trên cánh Bắc của Phưuong diện quân để hai tháng sau đó, từ bàn đạp này, các tập đoàn quân xe tăng của Phương diện quân tiến hành thành công Chiến dịch tấn công Proskurov–Chernovtsy, tiến hành đòn hợp vây và đánh thiệt hại nặng Tập đoàn quân xe tăng 1 (Đức).
Tháng 1 năm 1944, phương diện quân của Vatutin và Phương diện quân Ukraina 2 của tướng Ivan Koniev tiến hành Chiến dịch Korsun-Shevchenko bao vây quân Đức. Một lần nữa, Vatutin lại chiến thắng trong cuộc đấu trí với Manstein, mặc dù tham chiến sau lực lượng của Koniev 2 ngày, Vatutin đã cử Tập đoàn xe tăng số 6, vốn mới được thành lập và chưa tập hợp đủ lực lượng, bất ngờ tấn công và chọc sâu vào tuyến phòng ngự của người Đức. Ngày 3 tháng 2, tập đoàn quân này đã kết nối được với lực lượng thiết giáp của Koniev và tạo thành một "cái túi" bao vậy 56.000 lính Đức. Ngày 17 tháng 2, "cái túi" được giải quyết, lực lượng Đức bị tiêu diệt hoàn toàn.
Tháng 2 năm 1944, ông là đồng tác giả (cùng với G. K. Zhukov) của kế hoạch Chiến dịch tấn công Proskurov–Chernovtsy, một trong các chiến dịch lớn nhất của quân đội Liên Xô ở hữu ngạn Ukraina. Nhưng số phận không may đã làm ông vĩnh viễn rời khỏi cuộc đời chỉ huy quân đội.

## Cái chết
Ngày 28 tháng 2 năm 1944, N. F. Vatutin cùng với N. S. Khrushchev (ủy viên Hội đồng quân sự Phương diện quân) đi thị sát chiến tuyến của Tập đoàn quân 13 và Tập đoàn quân 60 tại khu vực Dubno, Slavuta để chuẩn bị cho chiến dịch mới. Buổi chiều ngày 29 tháng 2 năm 1944, khi đi qua làng Milyatin, đoàn xe của ông đã bị Quân đội Khởi nghĩa Ukraina (UPA) của Bandera phục kích sâu trong hậu phương Xô viết. N. F. Vatutin lệnh cho mọi người rời xe. Bản thân ông cũng mang một khẩu PPSh-41 và tham gia chiến đấu. Ngay lúc đó, quân Bandera bắn cháy hai chiếc xe trong đoàn, trong đó có xe của ông, chiếc duy nhất có máy bộ đàm liên lạc với Sở chỉ huy. Do chỉ có hơn 10 người nên N. F. Vatutin lệnh cho người lái chiếc xe của N. S. Khruschev sử dụng chiếc xe còn lại thoát ra khỏi trận đánh gọi quân cứu viện. Còn bản thân ông và N. S. Khruschev ở lại cùng các sĩ quan đội cận vệ tổ chức phòng thủ vòng tròn. Đại tá N. I. Semikov, chỉ huy đội cận vệ khuyên ông nên lùi về phía sau khẩu đại liên để nhờ hỏa lực che chắn. N. F. Vatutin phản đối. Ông nói rằng ông cũng là một người lính và phải chiến đấu như tất cả những người lính khác.
Trận đánh kéo dài gần một giờ, khi các đội bảo vệ hậu tuyến của Tập đoàn quân 13 kéo đến đẩy lùi quân Bandera thì N. F. Vatutin đã bị một viên đạn xuyên qua đùi phải, làm gãy xương và đứt động mạch đùi. Đồng đội đã tạm thời cầm máu và khiêng ông lên một chiếc xe ngựa ra đường nhựa Rovno. Tại đây, một ô tô chờ sẵn đã chở ông thẳng về Tiểu đoàn quân y dã chiến 506 ở Rovno để sơ cứu. Mặc dù nối được xương đùi cho ông nhưng ở đây không có bác sĩ có tay nghề cao và phương tiện cần thiết để nối lại động mạch chủ của ông. Ngày 2 tháng 3, ông được đưa về Kiev bằng máy bay Si-47 mặc dù tướng Krayniukov, Ủy viên Hội đồng quân sự phương diện quân Ukraina 1 đã đề nghị đưa ông về Moskva. Các bác sĩ giàu kinh nghiệm nhất của Liên Xô khi đó đã được một chuyến bay đặc biệt cấp tốc đưa từ Moskva đến để cứu chữa cho ông. Bác sĩ, giáo sư phẫu thuật nổi tiếng N. N. Burdenko đã mổ cho ông. Tuy nhiên, N. N. Burdenko cho biết, do vết thương bị nhiễm lạnh nghiêm trọng và làm garo cầm máu quá lâu nên chân phải của ông đang bị hoại tử và nhiễm trùng rất nặng. Các biện pháp chống nhiễm trùng bằng kháng sinh được triển khai; song, y học khi đó vẫn bất lực trước hội chứng hoại tử. Giải pháp tối hậu là phải cắt cụt chân phải của N. F. Vatutin đến tận hết đùi để chống hoại tử lan lên phía trên. Ban đầu. N. F. Vatutin phản đối kịch liệt. Ông hét lên: "Thà đẩy tôi xuống địa ngục còn hơn là cắt chân tôi. Tôi không thể sống mà không có chân". Các bác sĩ đã phải cố gắng thuyết phục ông. Ngày 4 tháng 4, ông phải chịu cuộc phẫu thuật lần thứ hai để cắt bỏ chân phải. Trong 10 ngày sau đó, các bác sĩ đã làm mọi biện pháp để cứu ông nhưng N. F. Vatutin đã bị nhiễm trùng máu trầm trọng, thường xuyên sốt cao 39 đến 40 độ. Đêm 15 tháng 4 năm 1944, N. F. Vatutin trút hơi thở cuối cùng khi mới 42 tuổi.
Ngày 17 tháng 4, tang lễ Nikolay Vatutin được tổ chức theo nghi thức cấp nhà nước tại Kiev. Tới dự có đại tướng F. I. Golikov, đại diện Bộ tổng tư lệnh tối cao quân đội Liên Xô, trung tướng K. V. Krayniukov, Ủy viên Hội đồng quân sự, thiếu tướng Z. T. Serdyuk, Chủ nhiệm chính trị Phương diện quân Ukraina 1, Chủ tịch Hội đồng nhân dân tỉnh Kiev S. I. Olenik, các đại biểu hội đồng nhân dân tỉnh Kiev gồm Viện sĩ N. N. Grishko và nhà thơ Nikolai Bazhyan. Hàng nghìn người dân Kiev đã đến tiễn đưa N. F. Vatutin đến nơi an nghỉ cuối cùng. Cùng giờ hạ huyệt, Moskva bắn 20 loạt đại bác tiễn biệt ông.

## Ảnh hưởng của sự kiện
Năm 1944 là năm bất hạnh lớn cho gia đình N. F. Vatutin. Hai người em trai của ông, trung úy Afanasy Fyodorovich và thượng sĩ Semyon Fyodorovich cũng hy sinh vào tháng 2 và tháng 3 năm 1944, mẹ ông, bà Vera Yefimovna đã phải chôn ba đứa con ruột chỉ trong hai tháng vào giai đoạn cuối cùng của Chiến tranh giữ nước vĩ đại
N. F. Vatutin bị thương nặng khi Chiến dịch tấn công Proskurov–Chernovtsy chưa triển khai. Là đồng tác giả kế hoạch, Nguyên soái Georgi Zhukov thay thế ông ở vị trí Tư lệnh Phương diện quân Ukraina 1 và trực tiếp chỉ huy chiến dịch này. Ngày tổ chức tang lễ cho N. F. Vatutin cũng là ngày chiến dịch đã hoàn thành thắng lợi.
Sau vụ phục kích N. F. Vatutin, tất cả các phương diện quân Liên Xô nhận được chỉ thị từ Đại bản doanh yêu cầu các tư lệnh, tham mưu trưởng, ủy viên hội đồng quân sự khi đi thị sát mặt trận phải có các đơn vị trinh sát đi trước để "làm sạch" địa bàn, phải đem theo các đội cận vệ tinh nhuệ, được trang bị hỏa lực mạnh và thường xuyên liên lạc với Sở chỉ huy. Tư lệnh các tập đoàn quân tại địa bàn được cấp trên thị sát phải chịu trách nhiệm cá nhân về việc bảo đảm an toàn cho họ. Đại bản doanh điều động các đơn vị SMERSH (Cơ quan phản gián bảo vệ hậu phương quân đội) và các trung đoàn NKVD đến hỗ trợ các phương diện quân tiến hành "tảo thanh" các vùng phía sau mặt trận. Từ ngày 11 đến hết tháng 4 năm 1944, các đơn vị SMERSH và NKVD khu vực mặt trận đã tiến hành 65 cuộc tảo thanh, tiêu diệt 1.129 phần tử UPA.